# Palacio Fuentes

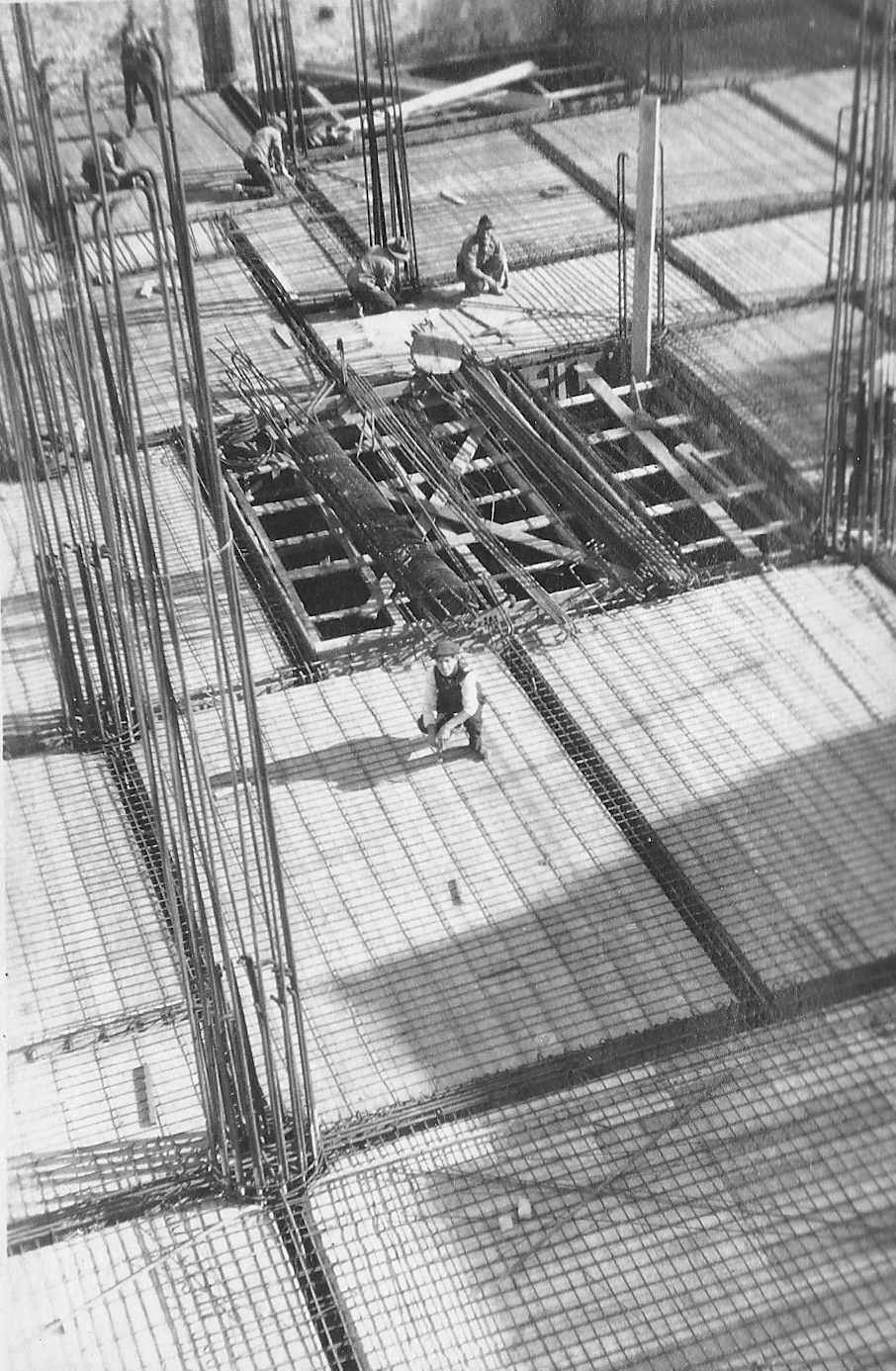
Construcción del Palacio Fuentes (imagen tomada el 30 de abril de 1924 por el propio constructor Enrique Ferrarese; la fotografía fue donada por la familia Montes-Bradley, emparentada con Ferrarese).

El Palacio Fuentes es un edificio emblemático de la ciudad de Rosario, Argentina. Está ubicado en la intersección de las calles Santa Fe y Sarmiento, frente al Bar El Cairo, y el Cine El Cairo, otros íconos de la ciudad. 
La construcción del edificio fue comisionada por Juan Fuentes Echeverría, inmigrante español, al arquitecto Juan B. Durand. La construcción propiamente dicha estuvo a cargo del constructor Enrique Ferrarese de la firma Ferrarese Hnos. y Cia.
Las labores se llevaron a cabo entre los años 1923 y 1927.
Resaltan en su fachada lujosos detalles tales como su puerta de bronce electrolítico, construida en Grecia y sus farolas externas de bronce cobrizo que iluminaban ambas calles.

## Reseña histórica
Juan Fuentes Echeverría fue un inmigrante español nacido en el año 1852 en Caldas de Reyes (Pontevedra). En sus inicios se desempeñó lavando copas y como empleado de un hotel. Posteriormente comenzó a introducirse en los negocios agrícola ganadero, muy prósperos por aquellos tiempos, aprovechando la bonanza económica y el estratégico punto geográfico de la ciudad, creando con el tiempo el emporio S. A. Agrícola Ganadera Juan Fuentes.
El Palacio Fuentes fue encargado al arquitecto Juan B. Durand y su construcción fue llevada a cabo por Enrique Ferrarese de la firma societaria Ferrarese Hnos. y Cia.
Destacaban en su lujoso y por entonces moderno diseño, el reloj campanario de cuatro cuadrantes ubicado en la parte alta de la torre que reproduce el sonido del Big Ben, sus lámparas en bronce que permitían iluminar ambas caras exteriores del edificio y su portal de ingreso, construida en Grecia en bronce electrolítico, de más de 5 metros de alto. El portal responde a un diseño de Manuel Ocampo, inspirado en Las Puertas del Paraíso (Battistero di San Giovanni, Florencia, Italia). Las puertas de ingreso laterales exhiben la figura de al menos dos presidentes argentinos.
Gran partes de los materiales empleados para su construcción tales como mármoles, grifería, aberturas en madera, bronces y azulejos fueron importados de Alemania e Italia. En la planta baja y el entrepiso hay negocios y oficinas, mientras que en los pisos superiores hay departamentos. Estos cuentan con lujosos adelantos para la época como calefacción central, dormitorios en suite, portero eléctrico y dependencias y áreas de servicio. El edificio poseía 12 departamentos por piso, 5 exteriores de importantes dimensiones y 7 interiores de variadas superficie, en estilo academicista. El edificio se vio dañado seriamente en septiembre de 1955 cuando, en el marco del golpe de Estado contra el presidente  constitucional Juan D.Perón los autodenominados comandos civiles salidos del edificio del Comité de la Unión Cívica Radical de Rosario tomaron el edificio, los atacantes, ingresaron por las ventanas provocaron destrozos, ocasionaron algunos incendios y robaron mobiliario y elementos decorativos del interior del edificio, causando una importante perdida patrimonial.
En el último piso (sexto) se halla la que fuera vivienda del propietario. En la azotea hay un conjunto de pérgolas al que tenían acceso los inquilinos. Desde allí, por entonces, se podían apreciar toda la ciudad y el Río Paraná.
En la actualidad en la planta baja y subsuelo tiene su sede central la Fundación para la Democracia Internacional, y el Museo Internacional de la Democracia, inaugurado en 2017.